# خوجة قرليق
خوجة قرليق هي بلدة في مقاطعة كسبي في ولاية قشقداريا في أوزبكستان.